# Itabira
Itabira es un ciudad de Brasil, ubicada en el centro-sur del Estado de Minas Gerais.
La región comenzó a ser explorada a finales del siglo XVII, pero fue recién durante el siglo XVIII que el lugar fue poblada, tras el descubrimiento de oro en la sierra de Itabira. Entre finales del siglo XVIII y principios del XIX, la minería de oro entró en declive, pero al mismo tiempo la minería de hierro comenzó a ganar impulso y aparecieron las primeras forjas. A lo largo del siglo XX, varias empresas llegaron a Itabira, atraídas por las reservas de hierro, y en 1942, se creó la Companhia Vale do Rio Doce (CVRD), dirigida por Getúlio Vargas (actual Vale S.A.), iniciándose la exploración de mineral de hierro a gran escala y un nuevo período de desarrollo social, económico y estructural en Itabira.

## Geografía
Se encuentra a 111 km de Belo Horizonte Tiene una superficie de 254,49 kilómetros ². Su población dijeron, en 2010, a 109.783, en Instituto Brasileño de Geografía y Estadística IBGE, luego de ser la ciudad más poblada de 24.ª en el estado de Minas Gerais de la población, y el 246 de la Brasil de acuerdo con las estimaciones de población de 2012.